# Смит, Чарльз Сидни
Чарльз Сидни Смит (англ. Charles Sydney Smith; 26 января 1876 или 1879, Уорсли-Меснес, Пембертон, Уиган — 6 апреля 1951, Саутпорт, Мерсисайд) — британский ватерпольный вратарь, трёхкратный чемпион летних Олимпийских игр. Старейший ватерполист-участник Олимпийских игр (в возрасте 45 лет 169 дней) и олимпийский чемпион (в возрасте 41 года 270 дней). Выступал за клубы «Солфорд» (англ. Salford SC) и «Саутпорт» (англ. Southport Swimming Club), за сборную с 1902 по 1926 год.
Родился в многодетной семье, девятым ребёнком из одиннадцати. Смит трижды входил в Олимпийскую сборную по водному поло, которая стала лучшей на Играх 1908 в Лондоне, 1912 в Стокгольме и 1920 в Антверпене. Также, он участвовал на Олимпиаде 1924 в Париже, но тогда сборная Великобритании остановилась на четвертьфинале. Нёс флаг Великобритании на церемонии открытия Игр 1912 года.